# Kanada-vollkommene Zahl
Eine Kanada-vollkommene Zahl oder Kanada-perfekte Zahl (vom englischen Canada perfect number) ist eine natürliche Zahl {\displaystyle n\in \mathbb {N} }, deren Summe der nichttrivialen Teiler gleich der Summe der Quadrate ihrer Ziffern im Dezimalsystem ist.
Mit anderen Worten:
Eine zusammengesetzte Zahl {\displaystyle n\in \mathbb {N} } heißt Kanada-vollkommene Zahl genau dann, wenn gilt:
{\displaystyle \sum _{1\leq i\leq c(n)}\ell _{i}^{2}=\sum _{{d|n} \atop {1<d<n}}d}, wobei {\displaystyle \ell _{1},\ell _{2},\ldots \ell _{c(n)}} die Ziffern in der Dezimaldarstellung der Zahl {\displaystyle n} sind.
Anlässlich des 125. Geburtstages von Kanada wurden diese Zahlen von J. Fabrykowski, B. Wolk and R. Padmanabhan (University of Manitoba) definiert, wobei 125 die kleinste von ihnen ist.
Diese Zahlen haben ihren Namen in Anlehnung an die vollkommenen Zahlen bekommen, bei denen die Summe ihrer nichttrivialen Teiler von {\displaystyle n} allerdings {\displaystyle n-1} beträgt und bei denen die Summe der Quadrate ihrer Ziffern keine Rolle spielt.

## Beispiele
- {\displaystyle 125} ist eine Kanada-vollkommene Zahl. Sie hat nur zwei nichttriviale Teiler, nämlich {\displaystyle 5} und {\displaystyle 25}. Somit gilt:

{\displaystyle 5+25=1^{2}+2^{2}+5^{2}=30}
- {\displaystyle 581} ist eine Kanada-vollkommene Zahl. Sie hat ebenfalls nur zwei nichttriviale Teiler, nämlich {\displaystyle 7} und {\displaystyle 83}. Somit gilt:

{\displaystyle 7+83=5^{2}+8^{2}+1^{2}=90}
- {\displaystyle 8549} ist eine Kanada-vollkommene Zahl. Sie hat ebenfalls nur zwei nichttriviale Teiler, nämlich {\displaystyle 83} und {\displaystyle 103}. Somit gilt:

{\displaystyle 83+103=8^{2}+5^{2}+4^{2}+9^{2}=186}
- {\displaystyle 16999} ist eine Kanada-vollkommene Zahl. Sie hat ebenfalls nur zwei nichttriviale Teiler, nämlich {\displaystyle 89} und {\displaystyle 191}. Somit gilt:

{\displaystyle 89+191=1^{2}+6^{2}+9^{2}+9^{2}+9^{2}=280}

## Eigenschaften
- Es gibt keine Kanada-vollkommenen Zahlen, welche größer als {\displaystyle 236196} sind.

Beweis:
- Hilfssatz 1: Die Summe der Quadrate der Ziffern einer natürlichen Zahl {\displaystyle n\in \mathbb {N} } ist höchstens gleich dem 81-fachen ihrer Stellenzahl.

Beweis:
Sei {\displaystyle n\in \mathbb {N} } eine {\displaystyle k}-stellige Zahl. Es ist die Summe der Quadrate der Ziffern dieser Zahl {\displaystyle n} maximal groß, wenn die Zahl ausschließlich aus {\displaystyle 9}ern besteht. Somit ist die maximale Summe der Quadrate der Ziffern {\displaystyle k\cdot 9^{2}}. Also gilt:
Summe der Quadrate der Ziffern einer Zahl {\displaystyle \leq k\cdot 9^{2}=81k=81\cdot } Anzahl der Stellen dieser Zahl {\displaystyle \Box }
- Hilfssatz 2: Die Summe der nichttrivialen Teiler einer zusammengesetzten Zahl {\displaystyle n\in \mathbb {N} } ist mindestens gleich ihrer Quadratwurzel {\displaystyle {\sqrt {n}}}.

Beweisidee:
Je mehr Primteiler eine Zahl {\displaystyle n\in \mathbb {N} } hat, desto höher ist die Summe ihrer nichttrivialen Teiler. Die Summe der nichttrivialen Teiler einer Zahl {\displaystyle n=p\cdot q} mit nur zwei Primteiler {\displaystyle p,q\in \mathbb {P} } ist zum Beispiel mindestens gleich dem Doppelten ihrer Quadratwurzel, es ist also {\displaystyle p+q\geq 2{\sqrt {n}}} (der Beweis wäre eine Extremwertaufgabe). Ist aber eine Zahl {\displaystyle n=p^{2}}, so hat {\displaystyle n} einen einzigen nichttrivialen Teiler, nämlich {\displaystyle p={\sqrt {n}}}. Für alle anderen zusammengesetzten Zahlen {\displaystyle n} mit mehr Primfaktoren ist die Summe ihrer nichttrivialen Teiler höher als {\displaystyle {\sqrt {n}}}. {\displaystyle \Box }
Eine Zahl {\displaystyle n\in \mathbb {N} } ist eine Kanada-vollkommene Zahl, wenn die Summe der nichttrivialen Teiler gleich der Summe der Quadrate ihrer Ziffern ist. Sei dieser Wert gleich {\displaystyle s}. Man betrachte ein paar Beispiele:
- Ist die Zahl {\displaystyle n} fünfstellig (also {\displaystyle 10^{4}<n<10^{5}}), so ist die Summe der Quadrate ihrer Ziffern wegen Hilfssatz 1 höchstens {\displaystyle s\leq 5\cdot 9^{2}=5\cdot 81=405}. Die Summe ihrer nichttrivialen Teiler ist wegen Hilfssatz 2 mindestens {\displaystyle s\geq {\sqrt {n}}>{\sqrt {10^{4}}}=100}. Es ist also {\displaystyle 100<s\leq 405} und Lösungen dieses Problems sind möglich.
- Ist die Zahl {\displaystyle n} sechsstellig (also {\displaystyle 10^{5}<n<10^{6}}), so ist die Summe der Quadrate ihrer Ziffern wegen Hilfssatz 1 höchstens {\displaystyle s\leq 6\cdot 9^{2}=6\cdot 81=486}. Die Summe ihrer nichttrivialen Teiler ist wegen Hilfssatz 2 mindestens {\displaystyle s\geq {\sqrt {n}}>{\sqrt {10^{5}}}\approx 316{,}2}. Es ist also {\displaystyle 316{,}2<s\leq 486} und Lösungen dieses Problems sind möglich.
- Ist die Zahl {\displaystyle n>236196}, so hat die Zahl 6 Stellen und somit ist die Summe der Quadrate ihrer Ziffern wegen Hilfssatz 1 höchstens {\displaystyle s\leq 6\cdot 9^{2}=6\cdot 81=486}. Die Summe ihrer nichttrivialen Teiler ist wegen Hilfssatz 2 mindestens {\displaystyle s>{\sqrt {236196}}=486}. Es ist also {\displaystyle 486<s\leq 486}, womit keine Lösung mehr möglich ist.
- Wäre die Zahl {\displaystyle n} siebenstellig (also {\displaystyle 10^{6}<n<10^{7}}), so wäre die Summe der Quadrate ihrer Ziffern wegen Hilfssatz 1 höchstens {\displaystyle s\leq 7\cdot 9^{2}=6\cdot 81=567}. Die Summe ihrer nichttrivialen Teiler wäre wegen Hilfssatz 2 mindestens {\displaystyle s\geq {\sqrt {n}}>{\sqrt {10^{6}}}=1000}. Es müsste also {\displaystyle 1000<s\leq 567} sein, was nicht mehr möglich ist. Bei noch höheren {\displaystyle n} würde es demgemäß ebenfalls kein geeignetes Intervall für {\displaystyle s} mehr geben.

Somit muss {\displaystyle n<236196} sein, damit die Summe der nichttrivialen Teiler gleich der Summe der Quadrate ihrer Ziffern ist. {\displaystyle \Box }
- Es gibt genau vier Kanada-vollkommene Zahlen: 125, 581, 8549, 16999[1]

Beweis:
Dadurch, dass man wegen obiger Eigenschaft weiß, dass es keine Kanada-vollkommenen Zahlen gibt, welche größer als {\displaystyle 236196} sind, muss man nur alle Fälle mit {\displaystyle n\leq 236196} untersuchen und somit nur endlich viele Möglichkeiten durchprobieren. Dazu reicht ein nicht besonders schneller Computer, der alle Varianten durchtestet. Man erhält genau diese vier Lösungen 125, 581, 8549 und 16999. {\displaystyle \Box }